# George Johann Scharf

George Johann Scharf (1788–1860) fue un dibujante, ilustrador, pintor en acuarela y litógrafo, y padre de Sir George Scharf y Henry Scharf. Expuso sus pinturas en la Royal Academy of Arts entre 1817 y 1850, y fue miembro de la Royal Institute of Painters in Water Colours.

## Fallecimiento
Scharf murió el 11 de noviembre de 1860, en Westminster, y fue enterrado en el Brompton Cemetery. Su mujer, Elizabeth Hicks, vendió más de mil de sus dibujos y acuarelas al British Museum.